# Desmond Dudwa Phiri
Desmond Dudwa Phiri (Mzimba, 23 de febrero de 1931-24 de marzo de 2019)  fue un dramaturgo, economista e historiador de Malaui.
Estudió en la Blantyre Secondary School y la London School of Economics, era doctor honorario de la Universidad de Malaui.

## Obra
- Let Us Die for Africa: An African Perspective on the Life and Death of John Chilembwe of Nyasaland - 1999
- Charles Chidongo Chinula - 1975
- Dunduzu K. Chisiza - 1974
- James Frederick Sangala: Founder of the Nyasaland African Congress and Bridge between Patriot John Chilembwe and Ngwazi Dr. H. Kamuzu Banda - 1974
- Inkosi Gomani II: Maseko-Ngoni Paramount Chief Who Suffered Martyrdom for His People and Country -1973

### En tumbuca
- Mankhwala a Ntchito
- Kanakazi Kayaya
- Ku Msika wa Vyawaka
- Ulanda wa Mavunika